# 居合道
居合道（いあいどう）とは、古武道の居合術を現代武道化したものである。
形の演武による試合形式を本旨として、段級位制を取るが、それらを除けば、思想的・技術的な面からして、「居合道」と「居合術」の境界は明確には存在しない。

## 歴史

### 起源
居合道の源流である抜刀術（居合術）は、戦国時代から江戸時代初期にかけての剣客林崎甚助によって創始されたといわれる。江戸時代には数多くの流派が生まれた。

### 明治から昭和前期
明治維新による武士階級の崩壊、さらに1876年の廃刀令に代表される近代化、欧化主義政策によって、剣術とともに居合諸流派は大打撃を受けた。一部有志の人々によってわずかに命脈を保ち、1886年の警視流制定の際には、剣術形10本に対し、居合形5本（前、後、左、右、四方）を各流派からとって組み立てたものの、普及するには至らず、1895年に大日本武徳会が設立されると、優れた居合術の演武をした者に精錬証（のち錬士）及び教士、範士の称号が授与された。ただし段位は設けなかった。また、当時は「居合道」より「居合術」という呼び方が一般的であり、大日本武徳会では「居合術」と呼称していた。居合術はわずかに各種大会に演武の機会を与えられるに過ぎなかった。20世紀に入ると、伯耆流の星野九門（熊本）、無双直伝英信流の大江正路（高知）、中山博道（東京）らの努力によって、ようやく居合術の存在が世に認められるようになった。
1933年、中山博道はその後の研究の成果を踏まえて、長谷川英信流の形を新たに編成し、夢想神伝流と称して、その普及を図った。当時の武徳会居合術範士は中山ただ1人（教士31名、練士63名）であり、その影響力は大きく、現代の居合道に及んでいる。なお太平洋戦争突入直前の1941年3月、居合術の称号所有者数は、範士2、教士50、練士178、計230名と、この戦時下8か年に2.4倍となっている。
1945年（昭和20年）、太平洋戦争で日本が敗戦した後、大日本武徳会は占領軍指令により解散し、日本刀も多くが没収、廃棄された。

### 昭和後期以降
占領が解除された1952年（昭和27年）、大日本武徳会の事実上の後継団体として全日本剣道連盟が発足したが、全日本剣道連盟は当初剣道のみを所管し、居合道は所管しなかった。そのため無双直伝英信流第20代宗家河野百錬らが、1954年（昭和29年）に全日本居合道連盟を結成した。
1956年（昭和31年）、全日本剣道連盟が居合道部を創設し、全日本居合道連盟との間で合併が議論されたが、意見がまとまらず交渉は決裂した。これにより居合道界は全日本居合道連盟と全日本剣道連盟居合道部に分断された。
1974年（昭和49年）に河野百錬が死去すると、無双直伝英信流宗家の継承争いが起き、全日本居合道連盟から大日本居合道連盟、日本居合道連盟、全国居合道連盟が派生し、居合道の連盟は複数に分裂した。現在、各連盟にほとんど交流はなく、演武大会や段級位審査はそれぞれの連盟が独自に行っている。

## 流派
各連盟に加盟している流派は、無双直伝英信流及び夢想神伝流が多数を占める。次いで土佐直伝英信流、伯耆流、田宮流、無外流、等が多い。

## 技法と特徴

一本目 前

座った状態で、鞘から刀剣を抜き放ち、さらに納刀に至るまでをも含めた技術を、一つの独立した武道と成している国は全世界でも日本のみで、実は非常に稀有なものである。
剣道のような打ち合いや激しい運動ではないため、老若男女を問わず学べる武道でもある。2009年（平成21年）の全日本剣道連盟居合道初段取得者1270人のうち女性は約3割を占める。
また、剣術との相違点は、剣術は初めから互いを敵とした敵対動作から始まる、いわゆる敵との「立合」から始まるのに対し、居合道は主に床の間での想定のような普段の生活の中など、「居」ながらにして敵に「合う（遭遇する）」として形が組まれている点にある。演武では、奉納、作法を意識している点も挙げられる。
抜刀道との相違点は、抜刀道は主に刀を抜いた状態から立ち技で試し斬りを行うが、居合道は主に空間の形稽古を行い、抜き付けとよばれる刀を鞘から抜き放ちながら斬る技術が重視されている。試し斬りは団体にもよるが、頻繁に行うものではなく、一切行わない団体も多い。

## 服装・用具
道着、袴を着用する。高段者は正装として紋付、仙台平の袴を着用することもある。
一般には居合刀（模擬刀）を使用することが多いが、上級者では真剣を使用する。

## 段級位制・称号
各連盟において段級位及び称号（範士、教士、錬士）が設けられており、形の演武及び筆記試験を経て授与される。最高段位や受験資格等の規定は連盟によって異なる。
全日本剣道連盟の居合道については剣道の段級位制に準ずる。
また、範士及び八段になるためには審査員に数百万円の裏金を渡すことが常態化していたとの問題が発覚している（全日本剣道連盟居合道部）。これにより、居合道委員の再編が行われたが、金銭を受領した者への処分や公表は行われていないことで、居合道委員が浄化されることへの疑問は残る。

## 試合
試合は実際に斬りあうのではなく、段位ごとに、連盟の規定技（全日本居合道連盟刀法、全日本剣道連盟居合などの連盟制定形）や流派の形を演武し、審判員の旗の掲示による多数決や採点で評価することで勝敗を判定する。1964年東京オリンピックの体操競技を見て採点方法のヒントを得た政岡壹實が、居合道普及の一策として考案した。高段位においては勝敗を決めず演武のみになる団体もある。
また、神社などで形を披露する奉納演武を執り行うこともある。試合と異なり儀式的な意味合いが強い。

## 年表
- 1954年（昭和29年）5月4日：全日本居合道連盟、創立
- 1956年（昭和31年）：全日本剣道連盟、居合道部を創設
- 1975年（昭和50年）：全国居合道連盟設立
- 1975年（昭和50年）：大日本居合道連盟、創立
- 1975年（昭和50年）：日本居合道連盟、創立

## 居合道専門団体
- 全日本居合道連盟（全居連）
- 一般財団法人全日本剣道連盟居合道部（全剣連「居合道」）
- 特定非営利活動法人全国居合道連盟（全国居）
- 大日本居合道連盟（大居連）
- 特定非営利活動法人日本居合道連盟（日居連）
- 戸山流居合道連盟